# Mario Guidetti
Mario Guidetti (Gozzano, 25 luglio 1951) è un allenatore di calcio ed ex calciatore italiano, di ruolo mediano.

## Biografia
È il padre dell'ex calciatore Massimiliano Guidetti.

## Caratteristiche tecniche
Guidetti era un mediano di quantità e qualità, impiegato prevalentemente in fase di copertura; all'inizio della carriera ha giocato anche come fluidificante a sinistra o come regista. Dotato di un buon sinistro, era in grado di impostare l'azione con lanci precisi, o concluderla personalmente con tiri da fuori area.

## Carriera

### Giocatore

#### Club
Dopo essere entrato nelle giovanili nel Verbania, nel 1967, disputa una stagione in prestito nel Vetta S.Lorenzo, in Prima Categoria; tornato al Verbania, esordisce nel campionato Serie C 1969-1970, disputando tre stagioni in terza serie. Nel 1972, a causa delle difficoltà economiche del club, viene posto sul mercato e passa in comproprietà al Piacenza, dove si alterna con Enrico Burlando e Lorenzo Righi a centrocampo.

Guidetti (accosciato, secondo da destra) nel Real Vicenza della stagione 1977-1978

Ritornato al Verbania, disputa una stagione nella Solbiatese, prima di passare al Como, militante in Serie B e allenato da Giuseppe Marchioro, che lo conosceva dai tempi della militanza nel Verbania. Con i lariani conquista immediatamente la promozione in Serie A, al termine del campionato 1974-1975, ed esordisce nella massima serie il 5 ottobre 1975 nella sconfitta esterna a Napoli (1-0). A fine stagione il Como ritorna in Serie B, e Guidetti vi rimane fino all'ottobre 1977, quando viene ingaggiato dal L.R. Vicenza, in Serie A, richiesto da Giovan Battista Fabbri per rinforzare il centrocampo in fase di copertura. All'esordio in campionato realizza una doppietta contro l'Atalanta, e in Veneto si impone immediatamente come titolare del cosiddetto Real Vicenza, che conquista il secondo posto in classifica dietro alla Juventus. Dopo un altro campionato a Vicenza conclusosi con la retrocessione in Serie B della squadra, passa al Napoli, dove rimane per tre stagioni contribuendo al terzo posto nel campionato 1980-1981.
Nel 1982 si accasa all'Hellas Verona, dove gioca per due stagioni nella massima serie: poco impiegato nella prima (8 presenze e 1 rete), ritrova continuità di impiego nella seconda (21 presenze e 2 reti). Nel 1984 torna in Serie C: milita per una stagione nell'Ancona e per una nella Pro Vercelli. Qui offre un rendimento inferiore alle attese, e per questo motivo dai primi mesi del 1986 si autoesclude dalla rosa della squadra. A fine stagione subisce una squalifica per omessa denuncia nell'ambito dello Scandalo del calcio italiano del 1986, e conclude definitivamente la carriera agonistica.
In Serie A, in 183 partite, ha segnato 23 reti.

#### Nazionale
Ha giocato una partita con la Nazionale Under-23 l'8 novembre 1978 contro la Svizzera, mentre vestiva la maglia del Vicenza.

### Allenatore
Inizia l'attività nelle giovanili della Biellese, guidando poi Gravellona e Gozzano nei campionati dilettantistici piemontesi. Nel 1992 torna a Verbania come allenatore: ottiene la promozione nel Campionato Nazionale Dilettanti nel 1993, e viene riconfermato anche per la stagione successiva, conclusa con la retrocessione dopo lo spareggio contro il Seregno, sul neutro di Gallarate.
Lasciata Verbania, nel dicembre 1994 subentra sulla panchina del Casale, che conduce alla promozione nel Campionato Nazionale Dilettanti dopo gli spareggi. L'anno successivo passa sulla panchina del Valsessera, nel campionato di Promozione, per poi tornare al Gravellona per poche giornate all'inizio della stagione 1997-1998. Nel 1998 passa sulla panchina della Juve Domo, in Prima Categoria, rimanendovi anche per il successivo campionato di Promozione.

## Palmarès

### Allenatore

#### Competizioni regionali
- Eccellenza: 1

Verbania: 1992-1993